# Bäckerkartoffel

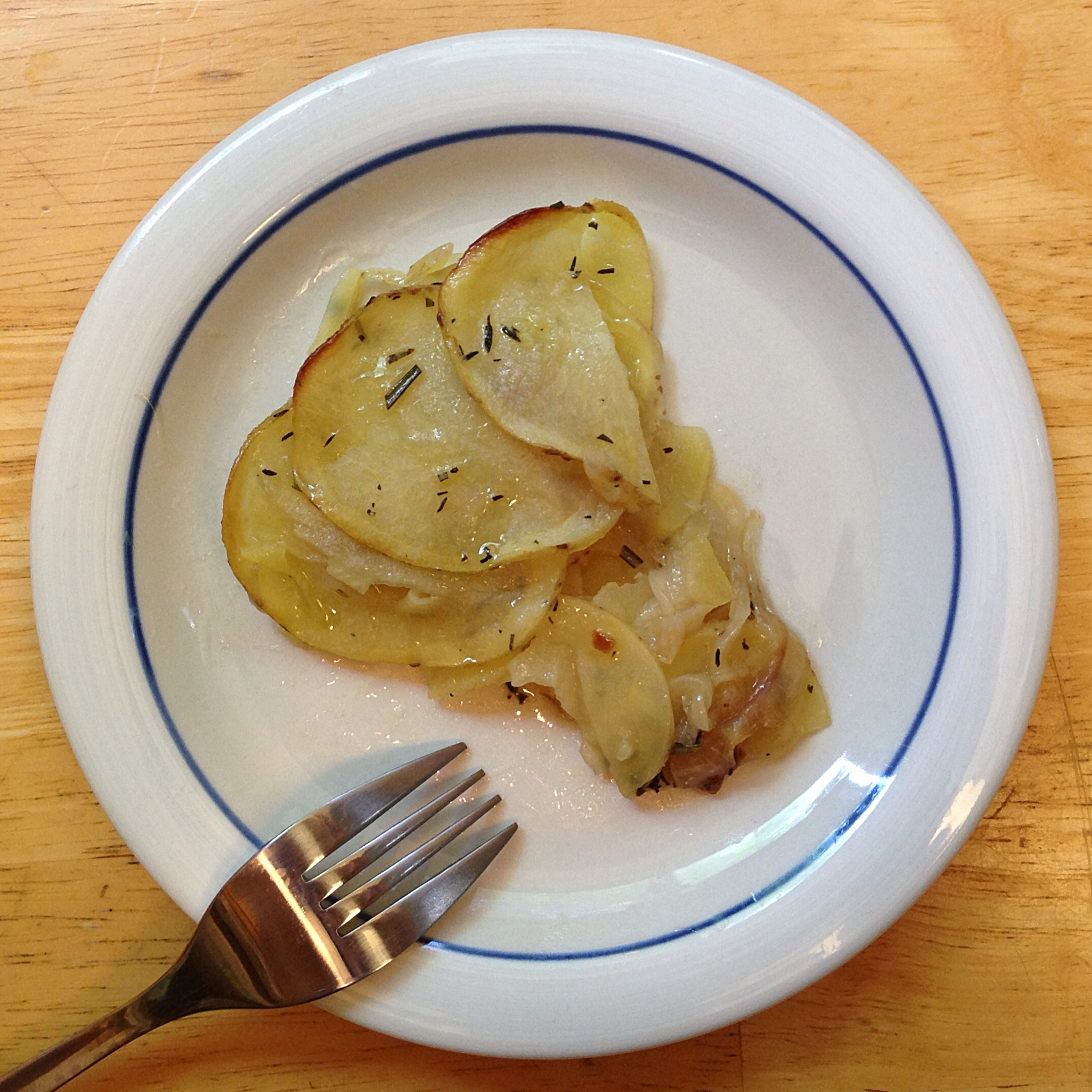
Eine Portion Bäckerkartoffeln

Bäckerkartoffeln, Kartoffeln Bäckerart oder à la boulangère sind ein traditionelles Eintopfgericht des alemannischen Sprachraums. Es besteht hauptsächlich aus Kartoffeln und Zwiebeln und wird im Backofen gegart.
Der Name geht auf die Tradition zurück, die Restwärme des Bäckerofens nach dem Brotbacken für weitere Zubereitungen zu nutzen.
Zur Zubereitung werden geschälte Kartoffeln in dicke Scheiben oder Würfel geschnitten, in einer feuerfesten Form mit in Butter angeschwitzten Zwiebelscheiben sowie Butter oder Schmalz vermischt, mit Salz und Pfeffer gewürzt, und im Ofen gebacken. Üblich ist die Zugabe von Fleischbrühe oder Jus, wobei die Menge so bemessen sein muss, dass die Flüssigkeit verdampft ist, wenn die Kartoffeln gar sind. Teils wird auch Wein zugegeben.